# Heikki Hietamies

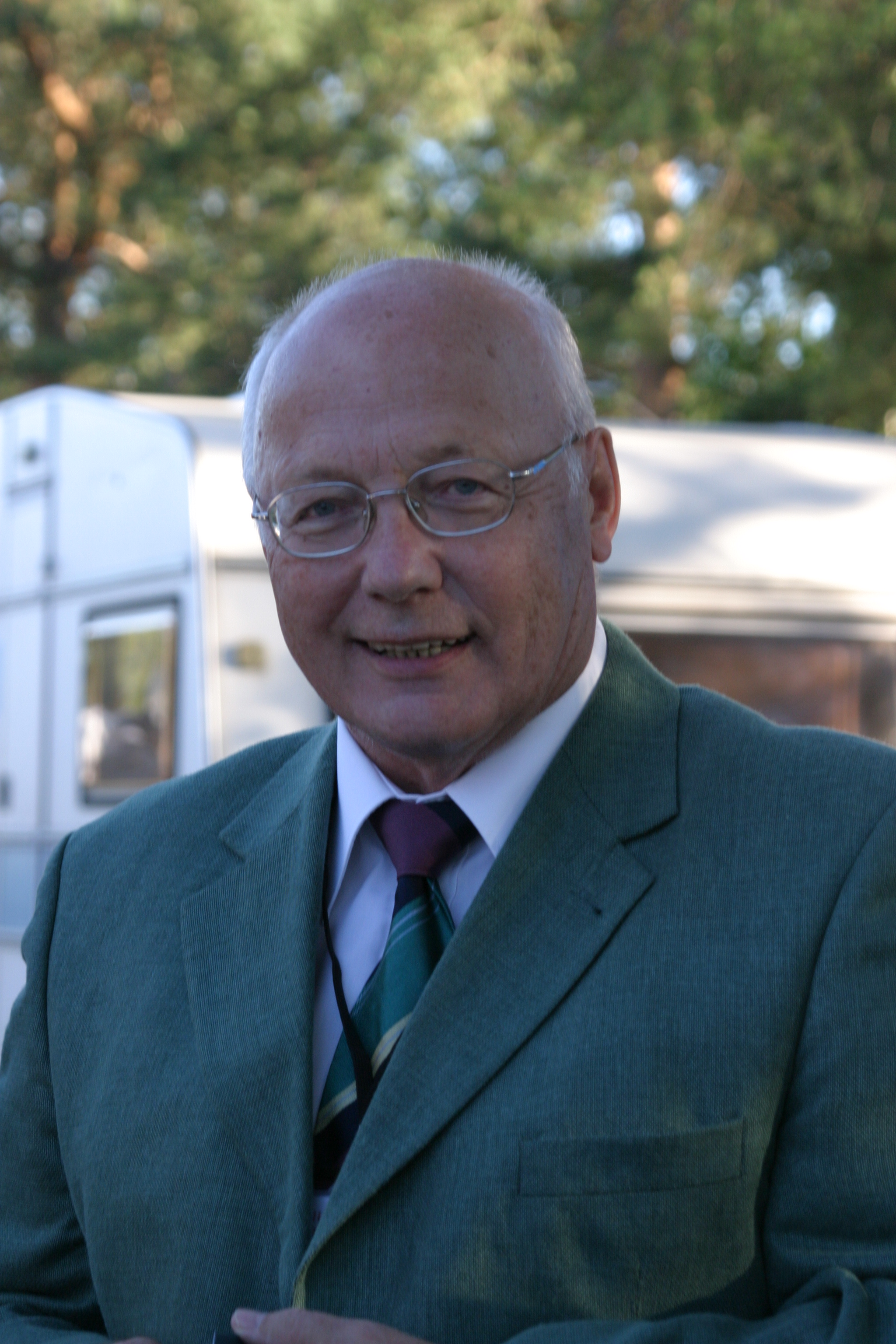
Heikki Hietamies (2006)

Heikki Juhani Hietamies (* 1. Juli 1933 in Lappeenranta) ist ein finnischer Schriftsteller, Journalist, Moderator und Komiker.

## Leben
Neben seiner Herausgeberschaft des finnischen Magazins Apu arbeitete Hietamies jahrelang als Journalist für unterschiedliche Zeitungen. Von 1977 bis 1989 moderierte er das von ihm mitbegründete jährliche Humppa-Festival in Lappeenranta. Seit Anfang der 1980er Jahre schrieb er auch Schelmenromane. Seinen größten Erfolg feierte er mit dem 1992 erschienenen und 2005 verfilmten autobiographischen Roman Äideistä parhain.  
Von 1958 bis 1991 war er mit der Schriftstellerin Laila Hirvisaari verheiratet. Die gemeinsame Tochter Eve Hietamies ist ebenfalls Schriftstellerin.

## Werke
Romane
- 1982: Nämä kun ovat niitä totuusasioita
- 1983: Se Salosaaren ensimmäinen laiva
- 1984: Nikolai Tasihinin yleinen sauna
- 1985: Sitä juhannusta ei tullut
- 1986: Sotapoika
- 1987: Sossu
- 1989: Paha sauma
- 1990: Kesäkeikka
- 1991: Koiran yö
- 1992: Äideistä parhain
- 1994: Kalkkiviivat
- 1997: Sydän toivoa täynnä
- 1998: Tyynen kylä
- 2000: Sormus
- 2002: Naisten talvi
- 2004: Sotatuomari
- 2005: Soitellen sotaan
- 2007: Eihän se niin ollut

Hörspiel
- 1992: Juhannus 1972

Andere Werke
- 1981: Everstin näköinen hevonen
- 1984: Ratsaille rakuunat
- 1989: Noutotarinoita
- 1997: Kovaa maata -jatko-osa
- 1999: Lindin Arvia
- 1999: Minun kaupunkini
- 2009: Iltaa, hyvät ihmiset

## Filmografie
- 1973: Suuri tangoparaati
- 1993: Sotapoika (Fernsehserie, 12 Episoden)
- 1994–1995: Kovaa maata (Fernsehserie, 12 Episoden)
- 1996–1997: Sydän toivoa täynnä (Fernsehserie, 15 Episoden)
- 1999: Tyynen kylä